# Nicolai Kiær
Nicolai Kiær (2 aprile 1888 – 29 maggio 1934) è stato un ginnasta norvegese.

## Palmarès

### Olimpiadi
- Argento a Londra 1908 nel concorso a squadre.